# روث مايرز
روث مايرز (بالإنجليزية: Ruth Myers)‏ هي مصممة أزياء تقليدية بريطانية، ولدت في 1940 في مانشستر في المملكة المتحدة.

## وصلات خارجية
- روث مايرز على موقع IMDb (الإنجليزية)
- روث مايرز على موقع قاعدة بيانات الفيلم (الإنجليزية)